# Список заслуженных артистов Российской Федерации 1996 года
Ниже приведён полный список заслуженных артистов Российской Федерации (378 человек) получивших звание в 1996 году.
Жирным шрифтом выделены артисты, ставшие позднее народными артистами РФ.

## 29 января 1996 — Указ № 1996,0116[1]
- Барсов Олег Борисович — Доцент Ростовской государственной консерватории имени С. В. Рахманинова
- Белюсенко Владимир Николаевич — Доцент Астраханской государственной консерватории
- Борщёва Любовь Борисовна — Доцент Дальневосточного государственного института искусств, Приморский край
- Валенская Нина Борисовна — Артистка Норильского Заполярного театра драмы имени Вл. Маяковского, Красноярский край
- Ванеев Владимир Борисович — Солист оперы Санкт-Петербургского государственного академического театра оперы и балета имени М. П. Мусоргского
- Варавин Александр Иванович — Артист Новосибирского молодежного театра «Глобус»
- Верженский Игорь Яковлевич — Солист филармонического объединения Московского союза концертных деятелей
- Вишневская Валентина Ивановна — Артистка цыганского культурного центра «Ромалэ», город Москва
- Вишнякова Маргарита Евгеньевна — Артистка Московского еврейского театра «Шалом»
- Гладунко Людмила Михайловна — Артистка кино, город Москва
- Гоголькова Татьяна Михайловна — Артистка Хабаровского краевого театра юного зрителя
- Голубенко Николай Фёдорович — Солист Московского концертного объединения «Эстрада»
- Гузикова Светлана Николаевна — Артистка Рязанского государственного областного театра для детей и молодежи
- Дорофеева Надежда Александровна — Артистка Астраханской государственной областной филармонии
- Каргин Валентин Александрович — Артист коллектива лилипутов «Сияние маленьких звёзд» Российской государственной цирковой компании
- Каширин Николай Иванович — Артист Российского академического молодежного театра, город Москва
- Киселёв Геннадий Николаевич — Артист балета Рязанского государственного русского народного хора
- Копельников Михаил Борисович — Хормейстер Уральского государственного камерного хора, Пермская область
- Курашкин Владимир Александрович — Артист салон-театра «Санкт-Петербург»
- Мучиряева Мария Музгиновна — Артистка Национального музыкально-драматического театра Калмыкии, Республика Калмыкия
- Негробов Михаил Михайлович — Солист балета Воронежского государственного театра оперы и балета
- Пронин Юрий Владиславович — Артист Государственного театра «Омнибус», Челябинская область
- Пузанов Владимир Алексеевич — Артист Российской государственной цирковой компании, город Москва
- Распутько Елена Николаевна — Солистка Вологодской областной государственной филармонии
- Ревазова Сима Гамболовна — Солистка оркестра народных инструментов Государственной телерадиокомпании «Алания» Республики Северная Осетия — Алания
- Решетников Василий Васильевич — Артист Норильского Заполярного театра драмы имени Вл. Маяковского, Красноярский край
- Рихтер Елена Рудольфовна — Доцент Московской государственной консерватории имени П. И. Чайковского
- Ручин Анатолий Алексеевич — Доцент Новосибирской государственной консерватории имени М. И. Глинки
- Савельев Владимир Константинович — Солист ансамбля русской песни и музыки Краснодарской краевой филармонии
- Савельев Геннадий Константинович — Солист ансамбля русской песни и музыки Краснодарской краевой филармонии
- Савельева (Косякина) Валентина Сергеевна — Солистка Краснодарской краевой филармонии
- Симкина Галина Николаевна — Солистка оперы Московского академического музыкального театра имени К. С. Станиславского и Вл. И. Немировича-Данченко
- Староскольцев Александр Кимович — Артист Государственного театра «Омнибус», Челябинская область
- Старостина Ольга Олеговна — Артистка балета Краснодарского творческого объединения «Премьера»
- Тарамаев Сергей Иванович — Артист Московского драматического театра на Малой Бронной
- Тарасова Наталья Кимовна — Старший преподаватель Саратовской государственной консерватории имени Л. В. Собинова
- Териков Георгий Карпович — Артист концертного ансамбля эстрадных миниатюр под руководством Е. Петросяна, город Москва
- Харин Павел Алексеевич — Артист Новосибирского молодежного театра «Глобус»
- Чудайкина Зинаида Борисовна — Артистка коллектива лилипутов «Сияние маленьких звёзд» Российской государственной цирковой компании
- Шабалтас Иван Михайлович — Артист Московского драматического театра на Малой Бронной
- Шведов Владимир Георгиевич — Режиссёр дирекции «Радио России» Всероссийской государственной телевизионной и радиовещательной компании, город Москва
- Школьник Владимир Хаимович — Артист Государственного академического симфонического оркестра под управлением Е. Светланова, город Москва

## 21 февраля 1996 — Указ № 1996,0244[2]
- Бражников Анатолий Петрович — Концертмейстер образцово-показательного оркестра Пограничных войск Российской Федерации
- Куприянов Юрий Михайлович, Старшина — Солист оркестра ансамбля песни и пляски Северного флота
- Мясоедов Вениамин Вениаминович, Подполковник — Доцент Военно-дирижерского факультета при Московской государственной консерватории имени П. И. Чайковского
- Чумаков Геннадий Иосифович, Полковник — Начальник военно-оркестровой службы, главный военный дирижёр внутренних войск

## 9 марта 1996 — Указ № 1996,0366[3]
- Алексеев Олег Викторович — Артист Волгоградского государственного Нового экспериментального театра
- Алфёров Андрей Александрович — Солист балета Государственного ансамбля танца «Сувенир» Московской областной филармонии
- Андреев Александр Андреевич — Художественный руководитель Калининградского областного камерного оркестра
- Анисимов Евгений Николаевич — Концертмейстер симфонического оркестра Кабардино-Балкарской государственной филармонии
- Антонов Андрей Владимирович — Артист Оренбургского муниципального театра кукол «Пьеро»
- Байкалов Альберт Владимирович — Артист Пензенской областной филармонии
- Байкалова Зинаида Макаровна — Артистка Пензенской областной филармонии
- Баснина Тамара Сергеевна — Артистка Московского драматического театра «Камерная сцена»
- Блохин Алексей Анатольевич — Артист Российского академического молодежного театра, город Москва
- Бушнова Галина Георгиевна — Артистка Ростовского академического театра драмы имени М. Горького
- Галкин Геннадий Аркадьевич — Художественный руководитель, главный дирижёр Государственного духового оркестра России, город Москва
- Юрыгина (Гноенская) Наталья Донатовна — Доцент Московской государственной консерватории имени П. И. Чайковского
- Годованец Владимир Константинович — Артист Хабаровского краевого театра юного зрителя
- Гончарук Лариса Витальевна — Артистка Омского областного театра юных зрителей имени ХХ-летия Ленинского комсомола
- Дайч Владимир Самуилович — Заведующий кафедрой Ростовской государственной консерватории имени С. В. Рахманинова
- Евсюков Алексей Павлович — Артист акционерного общества «Московит», город Москва
- Жанатаев Исмаил Капланович — Солист Государственного музыкального театра Кабардино-Балкарской Республики
- Зубарев Валерий Григорьевич — Артист Российской государственной цирковой компании, город Москва
- Ивантеева Валентина Александровна — Солистка Московского концертного филармонического объединения при Московском государственном концертном объединении «Москонцерт»
- Кикоть Галина Афанасьевна — Артистка Красноярского краевого театра кукол
- Киндяков Николай Яковлевич — Артист, директор Прокопьевского драматического театра Кемеровской области
- Колонтаев Александр Петрович — Художественный руководитель ансамбля русских народных инструментов «Донцы» Ростовской областной государственной филармонии
- Колонтаев Владимир Петрович — Артист ансамбля русских народных инструментов «Донцы» Ростовской областной государственной филармонии
- Кольцова Галина Васильевна — Художественный руководитель ансамбля духовной музыки «Благовест» при Московском государственном концертном объединении «Москонцерт»
- Кольцова Марина Петровна — Солистка Ивановского областного музыкального театра
- Корякова Татьяна Николаевна — Артистка Краснодарского государственного театра драмы
- Кудинов Вадим Петрович — Концертмейстер Уральского академического филармонического оркестра Свердловской государственной филармонии
- Кудюсов Равиль Хасьянович — Солист Московской областной филармонии
- Кузьмин Юрий Александрович — Артист симфонического оркестра Государственной концертной организации Иркутской областной филармонии
- Кутилова Лидия Николаевна — Солистка оперы Московского государственного академического детского музыкального театра имени Н. И. Сац
- Куценко Александр Сергеевич — Художественный руководитель эстрадно-симфонического оркестра Тульской областной филармонии
- Кыштымова Екатерина Ильинична — Солистка Хакасской республиканской государственной филармонии
- Левит Аркадий Михайлович — Солист Самарской областной филармонии
- Левицкий Виталий Александрович — Артист Оренбургской областной филармонии
- Лукьянов Виктор Николаевич — Солист оперы Санкт-Петербургского государственного академического театра оперы и балета имени М. П. Мусоргского
- Макух Татьяна Поликарповна — Артистка Владимирского областного театра кукол
- Морев Юрий Александрович — Солист Амурской областной филармонии
- Найдён Валерий Васильевич — Концертмейстер оркестра Саратовского академического театра оперы и балета
- Нускольтер Яков Яковлевич — Солист Тульской областной филармонии
- Потапова Наталья Ивановна — Артистка Московского театра Центра имени М. Н. Ермоловой
- Ратинер Олег Миронович — Концертмейстер симфонического оркестра Саратовской областной филармонии
- Рябцев Валентин Васильевич — Солист Ростовского академического симфонического оркестра
- Свечников Владимир Дмитриевич — Артист Русского драматического театра имени В. Г. Короленко, Удмуртская Республика
- Седов Евгений Иванович — Артист Российской государственной цирковой компании, город Москва
- Селютина Любовь Семёновна — Артистка Московского театра на Таганке
- Семак Пётр Михайлович — Артист Санкт-Петербургского государственного академического Малого драматического театра
- Сёмин Александр Владимирович — Солист Тульской областной филармонии
- Сладков Вячеслав Григорьевич — Солист Тульской областной филармонии
- Смолина Светлана Ивановна — Музыковед Государственной филармонии на Кавказских Минеральных Водах, Ставропольский край
- Сокирко Анатолий Иванович — Концертмейстер симфонического оркестра Волгоградского центрального концертного зала
- Теплова Любовь Николаевна — Артистка Екатеринбургского муниципального театра юного зрителя, Свердловская область
- Улакаев Магомед Алмашевич — Солист Дагестанской государственной филармонии
- Французов Леонид Михайлович — Артист Концертного ансамбля эстрадных миниатюр под руководством Е. Петросяна, город Москва
- Хапажев Заудин Казиханович — Музыкальный руководитель Государственного академического ансамбля танца «Кабардинка», Кабардино-Балкарская Республика
- Хупсергенов Албек Хамидбиевич — Солист Государственного музыкального театра Кабардино-Балкарской Республики
- Чернов Вячеслав Петрович — Концертмейстер симфонического оркестра Волгоградского центрального концертного зала
- Шеверёв Геннадий Михайлович — Солист Тульской областной филармонии
- Яковлев Владимир Алексеевич — Художественный руководитель балета Татарского академического театра оперы и балета имени М. Джалиля

## 9 апреля 1996 — Указ № 1996,0512[4]
- Ахметзарипова Эльмира Назифовна — Солистка Иркутского музыкального театра
- Бабанов Владимир Георгиевич — Артист Смоленского государственного экспериментального театра драмы
- Бобровский Александр Викторович — Концертмейстер группы альтов Национального симфонического оркестра под управлением М. Плетнева, город Москва
- Брагина Татьяна Васильевна — Артистка Московской государственной филармонии
- Варшавский Рафаэль Иосифович — Артист симфонического оркестра Государственной концертной организации Иркутской областной филармонии
- Глазков Николай Григорьевич — Солист оперы Челябинского театра оперы и балета имени М. И. Глинки
- Гурьев Валерий Юрьевич — Артист Волгоградского государственного Нового экспериментального театра
- Демидов Виктор Анатольевич — Солист Саратовского академического театра оперы и балета
- Денисов Валерий Сергеевич — Артист Российской государственной цирковой компании, город Москва
- Добрецова Наталья Сергеевна — Солистка Академического симфонического оркестра Ростовской областной филармонии
- Емелюков Николай Николаевич — Артист товарищества «Московский цирк на Цветном бульваре»
- Звонов Анатолий Ильич — Артист Омского областного театра юных зрителей имени ХХ-летия Ленинского комсомола
- Земскова Изольда Владимировна — Доцент Дальневосточного государственного института искусств, Приморский край
- Зехов Заурбий Хатутович — Артист Адыгейского республиканского драматического театра
- Зориктуева Марта Цыреновна — Артистка Государственного Бурятского академического театра драмы
- Зотов Игорь Дмитриевич — Солист концертного объединения «Эстрада» при Московском государственном концертном объединении «Москонцерт»
- Зыкин Владимир Александрович — Музыкальный руководитель ансамбля «Аюшка» Свердловской государственной филармонии
- Игнатьева Ирина Юрьевна — Артистка балета Государственного академического Кубанского казачьего хора Центра народной культуры Кубани, Краснодарский край
- Каминский Владимир Дмитриевич — Концертмейстер группы кларнетов симфонического оркестра Саратовской областной филармонии
- Коновалова Лидия Фёдоровна — Солистка Государственного культурного центра «Симфонический оркестр Кузбасса», Кемеровская область
- Корнилова Татьяна Евгеньевна — Артистка Орловского государственного драматического театра имени И. С. Тургенева
- Коробков Владимир Сергеевич — Солист Тульской областной филармонии
- Кукан Мурат Рашидович — Артист Адыгейского республиканского драматического театра
- Кутаков Вячеслав Петрович — Артист Московского драматического театра имени К. С. Станиславского
- Левицкая Ирина Рудольфовна — Артистка Большого Московского государственного цирка на проспекте Вернадского
- Лепко Виктория Владимировна — Артистка Московского театра «Вернисаж» Центрального Дома актера имени А. А. Яблочкиной
- Лобанова Раиса Ивановна — Солистка Пензенской областной филармонии
- Локшин Давид Борисович — Солист Московского государственного концертного объединения «Москонцерт»
- Лунин Николай Константинович — Артист Псковского областного театра драмы имени А. С. Пушкина
- Максимов Артур Викторович — Артист Орловского государственного драматического театра имени И. С. Тургенева
- Мартынов Алексей Павлович — Солист Московской государственной филармонии
- Матвиенко Вячеслав Борисович — Артист Концертного объединения по работе с детьми и юношеством при Московском государственном концертном объединении «Москонцерт»
- Мер Юрий Михайлович — Солист оркестра Московского муниципального театра «Новая опера»
- Мокшанов Олег Владимирович — Артист Воронежского муниципального Камерного театра
- Мотова Наталья Александровна — Артистка Краснодарского государственного театра кукол
- Мюнстер Вадим Германович — Главный дирижёр Пермского государственного академического театра оперы и балета имени П. И. Чайковского
- Мякишев Иван Павлович — Солист хора Государственного академического Кубанского казачьего хора Центра народной культуры Кубани, Краснодарский край
- Немзер Елена Яковлевна — Артистка Санкт-Петербургского государственного драматического театра «На Литейном»
- Образцов Анатолий Константинович — Артист хора Государственной симфонической капеллы России, город Москва
- Оличенко Елена Ивановна — Артистка Оренбургского областного драматического театра имени М. Горького
- Гинзбург (Осетров) Антон Гилиарович — Солист Московского государственного концертного объединения «Москонцерт»
- Пикуль Надежда Георгиевна — Солистка Курской областной филармонии
- Пилипович Виктор Емельянович — Артист Большого Московского государственного цирка на проспекте Вернадского
- Погодин Николай Николаевич — Артист Центральной киностудии детских и юношеских фильмов, город Москва
- Подольская Лидия Дмитриевна — Концертмейстер симфонического оркестра Государственной филармонии на Кавказских Минеральных Водах, Ставропольский край
- Пресняков Владимир Петрович — Музыкальный продюсер Российской ассоциации музыкальных продюсеров, город Москва
- Просвирнин Сергей Юрьевич — Артист Большого Московского государственного цирка на проспекте Вернадского
- Прохорова Любовь Алексеевна — Солистка Пензенской областной филармонии
- Пудовочкина Светлана Борисовна — Хормейстер Тульской областной филармонии
- Саввин Юрий Александрович — Артист Большого Московского государственного цирка на проспекте Вернадского
- Сальников Станислав Гаврилович — Артист Краснодарского государственного театра драмы
- Скляр Игорь Борисович — Артист Санкт-Петербургского государственного академического Малого драматического театра
- Стариков Владимир Фёдорович — Артист Большого Московского государственного цирка на проспекте Вернадского
- Стецюр-Мова Игорь Георгиевич — Артист балета Саратовского академического театра оперы и балета
- Твеленёв Алексей Владимирович — Артист товарищества «Московский цирк на Цветном бульваре»
- Узденов Альберт Магометович — Солист Карачаево-Черкесской республиканской филармонии
- Фиалковский Александр Сергеевич — Солист Тульской областной филармонии
- Фролов Александр Владимирович — Артист Российской государственной цирковой компании, город Москва
- Цветков Геннадий Евгеньевич — Концертмейстер Государственного духового оркестра России, город Москва
- Цымбал Виктор Александрович — Артист Российского академического молодежного театра, город Москва
- Черняева Надежда Вениаминовна — Солистка Оренбургского театра музыкальной комедии
- Чиков Павел Георгиевич — Артист Оренбургского областного драматического театра имени М. Горького
- Шагаева Диана Карамовна — Солистка Санкт-Петербургского государственного театра «Бенефис»
- Штейнберг Исаак Меерович — Концертмейстер симфонического оркестра Саратовской областной филармонии
- Шукшанова Галина Фёдоровна — Артистка Псковского областного театра драмы имени А. С. Пушкина
- Эпштейн Евгений Исаакович — Солист Московского государственного концертного объединения «Москонцерт»
- Яббаров Анатолий Ахмедович — Артист, режиссёр Государственного театра киноактера, город Москва

## 2 мая 1996 — Указ № 1996,0617[5]
- Балкизов Валерий Лябиевич — Артист Кабардинского государственного драматического театра имени А. Шогенцукова, Кабардино-Балкарская Республика
- Грибанов Валерий Вячеславович — Артист Архангельского государственного областного молодежного театра-студии
- Григорьев Евгений Павлович — Артист Астраханского государственного драматического театра
- Гурьянов Александр Иванович — Артист филармонического оркестра Новосибирской государственной филармонии
- Дурицына Римма Михайловна — Артистка Кимрского государственного театра драмы и комедии Тверской области
- Евсюкова Татьяна Борисовна — Артистка балета Государственного академического хореографического ансамбля «Березка», город Москва
- Егорова Ирина Юрьевна — Артистка Московского концертного объединения «Эстрада» при Московском государственном концертном объединении «Москонцерт»
- Жигулёва Людмила Александровна — Артистка оркестра Новосибирского государственного академического театра оперы и балета
- Звездинский Михаил Михайлович — Художественный руководитель театра М. Звездинского «Русский клуб», город Москва
- Калашников Владимир Иванович — Концертмейстер оркестра Государственной симфонической капеллы России, город Москва
- Князев Евгений Владимирович — Артист Государственного академического театра имени Евг. Вахтангова, город Москва
- Кравченко Владимир Александрович — Артист Липецкого академического театра драмы имени Л. Н. Толстого
- Красикова Ольга Анатольевна — Артистка Тульского государственного драматического театра имени М. Горького
- Кудрявцев Андрей Владимирович — Концертмейстер оркестра Государственной симфонической капеллы России, город Москва
- Кудрявцева Татьяна Сергеевна — Артистка Санкт-Петербургского драматического театра «Патриот»
- Кузнецов Владимир Иванович — Солист Государственного концертно-филармонического учреждения «Петербург-концерт», город Санкт-Петербург
- Кузнецова Людмила Францевна — Солистка хора Государственной симфонической капеллы России, город Москва
- Лавренов Александр Дмитриевич — Артист Сызранского драматического театра имени А. Н. Толстого, Самарская область
- Лавров Олег Алексеевич — Художественный руководитель, артист Кимрского государственного театра драмы и комедии, Тверская область
- Лакирев Виктор Николаевич — Артист Московского драматического театра на Малой Бронной
- Ленец Ольга Николаевна — Артистка Братского городского муниципального драматического театра, Иркутская область
- Малевинская Наталья Викторовна — Артистка Архангельского государственного областного молодежного театра-студии
- Мацкявичюс Гедрюс Каза (Казимирович) — Художественный руководитель Московского театра «ОКТАЭДР» Гедрюса Мацкявичюса"
- Машков Владимир Львович — Артист Московского театра под руководством О. Табакова
- Миронов Евгений Витальевич — Артист Московского театра под руководством О. Табакова
- Мустаев Александр Гаевич — Артист Удмуртского государственного театра кукол
- Орлов Дмитрий Михайлович — Художественный руководитель, главный дирижёр Московского государственного симфонического оркестра для детей и юношества
- Оськин Юрий Васильевич — Артист Санкт-Петербургского драматического театра «Патриот»
- Перевозчиков Александр Фёдорович — Артист Удмуртского государственного театра кукол
- Пермяков Александр Петрович — Артист Томского областного драматического театра
- Размахнин Владимир Фёдорович — Артист филармонического оркестра Новосибирской государственной филармонии
- Раков Виктор Викторович — Артист Московского государственного театра «Ленком»
- Раковский Пётр Тимофеевич — Солист Челябинского государственного русс кого народного оркестра «Малахит»
- Решетнев Владимир Александрович — Артист Смоленского областного камерного театра
- Савченко Наталья Петровна — Артистка Тульского государственного драматического театра имени М. Горького
- Сенькова Аэлита Сергеевна — Солистка Приморской краевой филармонии
- Тихонов Иван Сергеевич — Солист Государственного концертно-филармонического учреждения «Петербург-концерт», город Санкт-Петербург
- Третьяков Леонид Иванович — Солист Хакасской государственной республиканской филармонии
- Уваров Владимир Иванович — Артист Республиканского русского драматического театра, город Владикавказ Республики Северная Осетия — Алания
- Факеев Виктор Леонидович — Артист Республиканского русского драматического театра, город Владикавказ Республики Северная Осетия — Алания
- Фоменко Наталья Александровна — Артистка Санкт-Петербургского государственного академического Малого драматического театра
- Ханин Михаил Мордухович — Концертмейстер Академического симфонического оркестра Московской государственной филармонии
- Чернигова Татьяна Никоновна — Артистка Братского городского муниципального драматического театра, Иркутская область
- Аничкова (Чикурчикова) Марина Юрьевна — Артистка Челябинского государственного академического театра драмы имени С. Цвиллинга
- Шибзухов Басир Данилович — Артист Кабардинского государственного драматического театра имени А. Шогенцукова, Кабардино-Балкарская Республика

## 16 мая 1996 — Указ № 1996,0730[6]
- Музакаев Дикалу Абузедович — Директор Государственного театра фольклорного танца «Нохчо».по Чеченской Республике

## 7 июня 1996 — Указ № 1996,0844[7]
- Васильев Борис Ильич — Преподаватель Санкт-Петербургской государственной консерватории имени Н. А. Римского-Корсакова
- Вишневский Дуфуня Белашевич — Художественный руководитель цыганского культурного центра «Ромалэ», город Москва
- Добряков Владимир Геннадьевич — Артист Российской государственной цирковой компании, город Москва
- Дунаев Николай Иванович — Артист Татарского государственного академического театра имени Г. Камала, Республика Татарстан
- Олейникова Валентина Владимировна — Доцент Магнитогорского государственного музыкально-педагогического института имени М. И. Глинки, Челябинская область
- Пантюшин Феликс Михайлович — Артист Казанского русского Большого драматического театра имени В. И. Качалова, Республика Татарстан
- Пиворович Игорь Владимирович — Солист Государственного академического ансамбля народного танца под руководством Игоря Моисеева
- Романова Ирина Александровна — Артистка Московского государственного концертного объединения «Москонцерт»
- Ростовцев Юлий Яковлевич — Артист Российской государственной цирковой компании, город Москва
- Рудаков Анатолий Родионович — Артист Санкт-Петербургской киностудии художественных фильмов «Ленфильм»
- Стадниченко Татьяна Викторовна — Артистка Челябинского государственного русского народного оркестра «Малахит»
- Тихонова Лариса Константиновна — Артистка Российской государственной цирковой компании, город Москва
- Цыплакова Елена Октябревна — Артистка кино, кинорежиссёр-постановщик, город Москва
- Шведова Нина Васильевна — Артистка Республиканского русского академического драматического театра имени Георгия Константинова, Республика Марий Эл
- Эрдни-Горяева Алла Тюрбеевна — Артистка балета Калмыцкого государственного ансамбля песни и танца «Тюльпан»
- Янанис Наталья Станиславовна — Преподаватель Санкт-Петербургской государственной консерватории имени Н. А. Римского-Корсакова

## 13 июня 1996 — Указ № 1996,0887[8]
- Борисова Галина Васильевна — Художественный руководитель Московского фольк-шоу театра «Русская фантазия»
- Курбанов Маил Абдулович — Доцент Московского государственного университета культуры
- Лобанов Вадим Владимирович — Артист Санкт-Петербургского государственного театра «Балтийский дом»
- Чигинская Галина Евгеньевна — Артистка Санкт-Петербургской киностудии «Ленфильм»

## 30 августа 1996 — Указ № 1996,1284[9]
- Асеева Лариса Евгеньевна — Солистка Волгоградской оперной антрепризы
- Астахов Анатолий Семёнович — Солист Государственного оркестра солистов «Русские узоры» Московской областной филармонии
- Белоусов Валентин Николаевич — Артист Пермского областного драматического театра
- Воробьёва Любовь Васильевна — Артистка Российской государственной цирковой компании, город Москва
- Галкин Николай Дмитриевич — Солист Государственного оркестра солистов «Русские узоры» Московской областной филармонии
- Герасимов Валентин Васильевич — Преподаватель Кировского областного училища искусств
- Девоян Роберт Погосович — Концертмейстер группы контрабасов Государственного симфонического оркестра под руководством В. Дударовой, город Москва
- Дмитриева Наталья Владимировна — Артистка Санкт-Петербургского государственного молодежного театра на Фонтанке
- Долгова-Довженко Евгения Григорьевна — Артистка Уссурийского драматического театра Приморского края
- Домбровский Вадим Александрович — Преподаватель Ярославского государственного театрального института
- Егоров Вячеслав Павлович — Солист Краснодарского государственного театра оперетты
- Загуменнова Зоя Ивановна — Артистка Государственного предприятия «Тамбовская филармония»
- Искворина Валерия Владимировна — Артистка Ростовского-на-Дону театра юного зрителя
- Касеева Нелли Александровна — Артистка Российской государственной цирковой компании, город Москва
- Качан Владимир Андреевич — Артист Московского театра «Школа современной пьесы»
- Колбешин Анатолий Иванович — Президент ассоциации «Струны Руси», Ярославская область
- Колобов Виктор Иванович — Артист Уссурийского драматического театра Приморского края
- Кондина Ольга Дмитриевна — Солистка оперы Государственного академического Мариинского театра, город Санкт-Петербург
- Королёв Виктор Сергеевич — Концертмейстер симфонического оркестра Томской областной государственной филармонии
- Космачёв Александр Васильевич — Артист филармонического оркестра Новосибирской государственной филармонии
- Кочержинский Владимир Ильич — Солист Ивановского музыкального театра
- Кошелева Татьяна Алексеевна — Солистка ансамбля «Волжские напевы» Нижегородского музыкального общества
- Кузьменко Игорь Александрович — Концертмейстер группы виолончелей Государственного симфонического оркестра под руководством В. Дударовой, город Москва
- Мамайков Геннадий Васильевич — Солист ансамбля «Волжские напевы» Нижегородского музыкального общества
- Каменева (Марус) Татьяна Геннадьевна — Артистка Челябинского государственного академического театра драмы имени С.Цвиллинга
- Маслакова Татьяна Владимировна — Солистка Хабаровского краевого театра музыкальной комедии
- Маслянова Нонна Сергеевна — Артистка Российской государственной цирковой компании, город Москва
- Машкович Александр Павлович — Артист Государственного симфонического оркестра под руководством В. Дударовой, город Москва
- Мироедов Владимир Григорьевич — Артист Сахалинского международного театрального центра имени А. П. Чехова
- Оздоев Муса Хазботович — Солист балета Пермского театра «Балет Евгения Панфилова»
- Писарев Валерий Юрьевич — Артист Свердловского государственного академического театра драмы
- Рожкова Светлана Анатольевна — Артистка Государственной филармонии на Кавказских Минеральных Водах Ставропольского края
- Розенбаум Александр Яковлевич — Художественный руководитель концертно-театрального отдела акционерного общества «Великий город», город Санкт-Петербург
- Русова Марина Геннадьевна — Артистка Нижегородского театра комедии
- Самойлова Галина Владимировна — Артистка Орловского областного театра кукол
- Самсонов Александр Парфеньевич — Солист оперы Государственного театра оперы и балета Республики Саха (Якутия)
- Семаков Михаил Петрович — Артист Государственного академического театра имени Евг. Вахтангова, город Москва
- Степанченко Сергей Юрьевич — Артист Московского государственного театра «Ленком»
- Судин Александр Иванович — Солист Вологодской областной государственной филармонии
- Сулейманова Лейла Манаф кызы — Доцент Астраханской государственной консерватории
- Тогулев Владимир Валасеевич — Артист Сахалинского международного театрального центра имени А. П. Чехова
- Тюфяков Сергей Михайлович — Доцент Уфимского государственного института искусств, Республика Башкортостан
- Шлыков Юрий Вениаминович — Артист Государственного академического театра имени Евг. Вахтангова, город Москва
- Эрденко Николай Иванович — Художественный руководитель ансамбля «Джанг» Московского концертного объединения «Эстрада»
- Эрденко Розалия Сергеевна — Солистка ансамбля «Джанг» Московского концертного объединения «Эстрада»
- Юнусова Гульшат Ибрагимовна — Артистка Сахалинского международного театрального центра имени А. П. Чехова
- Яковлев Андрей Викторович — Дирижёр Московского государственного академического детского музыкального театра имени Н. И. Сац
- Яковлев Владимир Александрович — Солист Иркутского музыкального театра

## 12 сентября 1996 — Указ № 1996,1352[10]
- Александрова Вера Петровна — Преподаватель Академии хорового искусства, город Москва
- Аноприенко Валентина Григорьевна — Артистка Борисоглебского муниципального драматического театра имени Н. Г. Чернышевского, Воронежская область
- Араштаев Алексей Афанасьевич — Артист Хакасского республиканского драматического театра
- Байер Мария Рэмовна — Артистка Нижнетагильского муниципально-драматического театра имени Д. Н. Мамина-Сибиряка, Свердловскаяская область
- Барон Даниэль Борисович — Артист Российской государственной цирковой компании, город Москва
- Белковская Вероника Мечиславовна — Артистка Свердловского государственного академического театра драмы
- Беляева Елена Александровна — Солистка Санкт-Петербургского государственного театра музыкальной комедии
- Березнякова Вера Иосифовна — Артистка Новокузнецкого драматического театра, Кемеровская область
- Бойко Геннадий Григорьевич — Солист Государственного концертно-филармонического учреждения «Петербург-концерт», город Санкт-Петербург
- Бушкова Антонина Ивановна — Артистка Тверского государственного драматического театра
- Дмитерко Леонора Евгеньевна — Солистка Московского концертного филармонического объединения при Московском государственном концертном объединении «Москонцерт»
- Додина Таисия Владимировна — Артистка Московского театра на Таганке
- Карчагин Валерий Юрьевич — Концертмейстер филармонического оркестра Новосибирской государственной филармонии
- Кашников Евгений Иванович — Артист Нижнетагильского муниципального драматического театра имени Д. Н. Мамина-Сибиряка, Свердловская область
- Кузанян Михаил Павлович — Артист оркестра Государственной симфонической капеллы России, город Москва
- Куликова Алла Константиновна — Дирижёр хора Государственной симфонической капеллы России, город Москва
- Лапина Марина Михайловна — Солистка оперы Государственного академического Большого театра России, город Москва
- Лиепа Илзе Марисовна — Артистка балета Государственного академического Большого театра России, город Москва
- Маяцкая Марина Петровна — Артистка Российской государственной цирковой компании, город Москва
- Блок-Миримская Ольга Ивановна — Артистка Московского театра под руководством О.Табакова
- Моисеев Владимир Борисович — Солист балета Государственного академического Большого театра России, город Москва
- Незлученко Марианна Анатольевна — Артистка Серовского муниципального театра драмы имени А. П. Чехова, Свердловская область
- Нечаев Юрий Иванович — Солист оперы Государственного академического Большого театра России, город Москва
- Овчинников Владимир Павлович — Солист Московской государственной филармонии
- Павлова Лидия Ивановна — Артистка Алтайского государственного театра кукол «Сказка»
- Пинегин Сергей Владимирович — Артист Московского драматического театра «Модернъ»
- Сафонова Галина Николаевна — Артистка Новокузнецкого драматического театра, Кемеровская область
- Скоморохова Дильбара Абдулловна — Артистка Алтайского государственного театра кукол «Сказка»
- Станг Александр Григорьевич — Доцент Санкт-Петербургской государственной консерватории имени Н. А. Римского-Корсакова
- Харитонов Олег Германович — Артист Московского драматического театра «Модернъ»
- Хилькевич Евгений Борисович — Дирижёр Саратовского академического театра оперы и балета имени Н. Г. Чернышевского
- Хомяков Михаил Михайлович — Артист Московского театра под руководством О.Табакова
- Христов Константин Владимирович — Артист камерного вокально-хорового коллектива Российского государственного музыкального центра телевидения и радиовещания, город Москва
- Чебушов Семён Семёнович — Главный дирижёр Санкт-Петербургского государственного цирка
- Чухнов Анатолий Борисович — Артист Нижегородского театра юного зрителя
- Шайдулова Гельсят Гарифовна — Художественный руководитель камерного вокально-хорового коллектива Российского государственного музыкального центра телевидения и радиовещания, город Москва
- Шустов Анатолий Викторович — Артист Российской государственной цирковой компании, город Москва
- Шустов Владимир Викторович — Артист Российской государственной цирковой компании, город Москва
- Эстрин Михаил Зальманович — Концертмейстер академического симфонического оркестра Санкт-Петербургской государственной филармонии имени Д. Д. Шостаковича

- Головчин Игорь Алексеевич — Дирижёр Государственного академического симфонического оркестра под управлением Е.Светланова
- Гроссман Маргарита Борисовна — Артист Государственного академического симфонического оркестра под управлением Е.Светланова
- Жук Светлана Андреевна — Артист Государственного академического симфонического оркестра под управлением Е.Светланова
- Капитонова Валерия Вячеславовна — Артист Государственного академического симфонического оркестра под управлением Е.Светланова
- Мамыко Алла Константиновна — Артист Государственного академического симфонического оркестра под управлением Е.Светланова
- Маркович Илья Лазаревич — Артист Государственного академического симфонического оркестра под управлением Е.Светланова
- Прозоров Валерий Петрович — Артист Государственного академического симфонического оркестра под управлением Е.Светланова

## 22 октября 1996 — Указ № 1996,1481[11]
- Бузин Евгений Сергеевич — Главный режиссёр Красноярского государственного театра оперы и балета
- Васильева Татьяна Ивановна — Солистка Санкт-Петербургского государственного театра музыкальной комедии
- Горелов Валерий Григорьевич — Артист театра оперетты Урала, город Новоуральск Свердловской области
- Дядькова Лариса Ивановна — Солистка оперы Государственного академического Мариинского театра, город Санкт-Петербург
- Кан Василий Александрович — Артист оркестра Государственного академического Мариинского театра, город Санкт-Петербург
- Кикоть Александр Иванович — Артист Красноярского краевого театра кукол
- Левинзон Иосиф Израйлевич — Доцент Санкт-Петербургской государственной консерватории имени Н. А. Римского-Корсакова
- Польди Валентина Александровна — Артистка Российской государственной цирковой компании, город Москва
- Смолин Владимир Николаевич — Артист Свердловского академического театра музыкальной комедии
- Судзиловский Сергей Викторович — Солист Московского государственного концертного объединения «Москонцерт»

## 11 декабря 1996 — Указ № 1996,1669[12]
- Берлинская Людмила Валентиновна — Солистка Московской государственной филармонии
- Весёлкин Алексей Алексеевич — Артист Российского академического молодежного театра, город Москва
- Гаврилова Мария Германовна — Солистка оперы Государственного академического Большого театра России, город Москва
- Галынин Дмитрий Германович — Доцент Московской государственной консерватории имени П. И. Чайковского
- Дубовик Вера Андреевна — Концертмейстер Дальневосточного симфонического оркестра, Хабаровский край
- Елисеев Виталий Викторович — Художественный руководитель Московского детского камерного театра кукол
- Загороднюк Юрий Иванович — Концертмейстер оркестра Государственного академического Мариинского театра, город Санкт-Петербург
- Киреева Ася Дмитриевна — Доцент Саратовской государственной консерватории имени Л. В. Собинова
- Климова Лариса Борисовна — Педагог-репетитор Санкт-Петербургского государственного театра оперы и балета имени М. П. Мусоргского
- Коновалова Галина Львовна — Артистка Государственного академического театра имени Евг. Вахтангова, город Москва
- Корнилов Михаил Анатольевич — Артист Российской государственной цирковой компании, город Москва
- Ксенофонтова Людмила Петровна — Артистка Санкт-Петербургской киностудии «Ленфильм»
- Лугин Николай Иванович — Артист оркестра Государственного академического Сибирского русского народного хора, Новосибирская область
- Майхровская Галина Алексеевна — Артистка Российской государственной цирковой компании, город Москва
- Майхровский Борис Евгеньевич — Артист Российской государственной цирковой компании, город Москва
- Матвеева Тамара Сергеевна — Профессор Уральской государственной консерватории имени М. П. Мусоргского, Свердловская область
- Найко Сергей Фёдорович — Доцент Красноярского государственного института искусств
- Нехлопоченко Нина Аполлоновна — Артистка Государственного академического театра имени Евг. Вахтангова, город Москва
- Никеров Александр Викторович — Солист трио «Реликт» Российской государственной концертной компании «Содружество», город Москва
- Сорокина Татьяна Владимировна — Доцент Красноярского государственного института искусств
- Стопичев Владимир Иванович — Доцент Санкт-Петербургской государственной консерватории имени Н. А. Римского-Корсакова
- Сультимов Доржи Норбосампилович — Главный редактор радиовещания Бурятской государственной телерадиовещательной компании
- Сухов Виктор Николаевич — Солист Тверской областной филармонии
- Тимошин Александр Васильевич — Артист хора Государственного академического Большого театра России, город Москва
- Уваров Андрей Иванович — Солист балета Государственного академического Большого театра России, город Москва
- Филин Сергей Юрьевич — Солист балета Государственного академического Большого театра России, город Москва
- Шаронова Валентина Алексеевна — Солистка Московской государственной филармонии

## 14 декабря 1996 — Указ № 1996,1692[13]
- Вашкин Александр Николаевич, Подполковник — Начальник, художественный руководитель ансамбля песни и пляски Московского военного округа
- Грибанов Иван Иванович, Подполковник — Военный дирижёр оркестра войсковой части 29483
- Золотарёв Сергей Николаевич, Ефрейтор — Солист ансамбля песни и пляски Западной группы Пограничных войск Российской Федерации
- Иванов Виктор Викторович, Подполковник — Начальник, художественный руководитель ансамбля песни и пляски Сибирского военного округа
- Карасёв Владимир Васильевич — Солист хора ансамбля песни и пляски Сибирского военного округа
- Маковецкий Борис Леонтьевич, Главный корабельный старшина — Солист концертного ансамбля Камчатской флотилии Тихоокеанского флота
- Павлюченко Галина Дмитриевна — Артистка балета Академического имени А. В. Александрова ансамбля песни и пляски Российской Армии
- Соболев Игорь Сергеевич — Артист хора Академического имени А. В. Александрова ансамбля песни и пляски Российской Армии

## 18 декабря 1996 — Указ № 1996,1706[14]
- Лесников Иван Андреевич — Артист Московского театра-студии мимики и жеста
- Чебышев Виктор Александрович — Артист Московского театра-студии мимики и жеста